# Батулийска река
Батулийска река е река в България, Софийска област – община Своге, десен приток на река Искър. Дължината ѝ е 40,2 km.
Батулийска река извира на 450 m западно от хижа „Мургаш“ на 1366 m н.в. в планината Мургаш, Стара планина. Тече на север под името Непритка. На 42°52′16″ с. ш. 23°39′00″ и. д. / 42.871111° с. ш. 23.65° и. д. приема отдясно река Еловица и завива на запад – генерална посока, която запазва до устието си. Тече в дълбока долина между Голема планина на север и Софийска планина на юг. В началото се нарича Търсова река, след устието на левия си приток Йовковски дол – Ябланица, а след устието на Огойска река (десен приток) – Бакьовска река, като в този си участък приема отляво най-големия си приток река Елешница. След село Батулия, вече под името Батулийска река, долината ѝ се разширява и се влива отдясно в река Искър на 496 m н.в. при село Реброво.
Площта на водосборния басейн на реката е 256 km2, което представлява 3,0% от водосборния басейн на река Искър.
Основни притоци: Еловица (десен), Бързък (десен), Йовковски дол (ляв), Канчов дол (десен), Говежди дол (десен), Огойска река (десен), Златев дол (десен) и Елешница (ляв).
Средногодишният отток при с. Батулия е 2,7 m3/s, като максимумът е през месеците март-юни, а минимумът – юли-октомври.
По течението на реката са разположени 4 села в Община Своге: Ябланица, Бакьово, Батулия и Реброво.
- Снимки
- При с. Реброво, преди да се влее в река Искър
- Устието на Батулийска река в Искър

## Топографска карта
- Лист от карта K-34-48. Мащаб: 1 : 100 000.
- Лист от карта K-34-47. Мащаб: 1 : 100 000.